# Етрополе
Етрополе (болг. Етрополе) — город в Болгарии. Находится в Софийской области, входит в общину Етрополе. Население составляет 10 360 человек (2022).

## История
Осенью 1877 года, в ходе Русско-турецкой войны позиция у этого города (турки называли его Атраболу) была занята одним из передовых отрядов (4 батальона, 3 орудия) турецкой армии Мегмета-али, расположенной на Арабконакском перевале. Для атаки позиции у Етрополе российским командованием  было выделено 12¼ батальонов, 12 эскадронов и сотен с 30 орудиями, под общим начальством генерала Дандевиля. Под угрозой атаки с фронта и последующим обходом с правого фланга, турецкий отряд, после незначительной перестрелки, отступил 12 октября к Арабконаку, после чего город был занят Русской императорской армией.

## Политическая ситуация
Кмет (мэр) общины Етрополе — Богомил Борисов Георгиев (Граждане за европейское развитие Болгарии (ГЕРБ)) по результатам выборов.

## Известные уроженцы
- Ясенов, Христо (1889‒1925) — болгарский поэт.